# Velény
Velény là một thị trấn thuộc hạt Baranya, Hungary. Thị trấn này có diện tích 7,09 km², dân số năm 2010 là 155 người, mật độ 22 người/km².